# Grand Mound (Iowa)
Pour les articles homonymes, voir Grand Mound.
Grand Mound est une ville du comté de Clinton, en Iowa, aux États-Unis. Elle est incorporée le 11 février 1884.

## Source de la traduction
- (en) Cet article est partiellement ou en totalité issu de l’article de Wikipédia en anglais intitulé « Grand Mound, Iowa » (voir la liste des auteurs).